# Theodor W. Adorno
Theodor Ludwig Wiesengrund Adorno (født 11. september 1903 i Frankfurt, død 6. august 1969) var en tysk filosof, musikkritiker, æstetik-teoretiker og komponist.
Adornos filosofi er blandt de mest indflydelsesrige i det 20. århundrede og tilhører Frankfurterskolens kritiske teori. Hans tænkning er dialektisk og samfundskritisk, og kunsten (særligt musikken og litteraturen) står som et centralt stofområde, der fylder det meste af hans værk. Nazismen og holocaust er en vedvarende anstødssten for hans arbejde, og har præget ham afgørende i retning af pessimisme. Blandt hovedværkerne er Oplysningens dialektik (med Max Horkheimer), Minima moralia og Ästhetische Theorie.
Adorno har karakteriseret sig selv: "Kunstner og musiker som udgangspunkt, og besjælet af en trang til at gøre regnskab over kunsten og dens muligheder i dag, i hvilket også det objektive melder sig – anelsen om utilstrækkeligheden i den naive, æstetiske væren i lyset af den samfundsmæssige tendens."

## Biografi
Hans far var en jødisk vinhandler (som havde konverteret til katolicismen), og hans mor en sangerinde fra Italien med efternavnet Calvelli-Adorno.
Adorno studerede ved universitetet i Frankfurt og afleverede en afhandling om Husserl i 1924. Det var her, han indledte sit mangeårige venskab med Max Horkheimer. Senere studerede han komposition hos Alban Berg i Wien, men vendte tilbage til Frankfurt for at studere videre, da karrieren som komponist var besværligere end først antaget. Han knyttede faglige og personlige venskaber med Walter Benjamin og Ernst Bloch.
I 1930'erne blev det stadigt vanskeligere at være intellektuel under nazismen. Frankfurts studenteravis Discus afslørede Adornos mislykkede forsøg på at samarbejde med nazismen i 1933, hvor han havde håbet at lykkes ved at anvende sin mors efternavn Adorno i stedet for sin fars åbenlyst jødiske efternavn Wiesengrund. Som hans venner – deriblandt Hannah Arendt – så det, var det mest nedværdigende ved sagen, at han, en halvjøde efter loven, ikke først havde diskuteret sagen med dem. I 1934 flyttede han til London og blev tilknyttet Oxford Universitet. Han giftede sig med Gretel Karplus i London i 1937.